# اتحادیه معماران ارمنستان
اتحادیه معماران ارمنستان (ارمنی: Հայաստանի ճարտարապետների միություն) در سال ۱۹۳۲ میلادی در ایروان بنیانگذاری شده‌است. اعضای کمیته اتحادیه، میکائیل مازمانیان (Deputy Chairman of the Committee)، ان. بونیاتیان، آلکساندر تامانیان، ای. آهارونیان، اف. هاکوبیان، بی. آرازیان، ای. مارگاریان، ام. مکرتچیان بودند. هم‌اکنون اتحادیه معماران ارمنستان ۶۴۳ عضو دارد و مدیر اتحادیه نیز مکرتیچ میناسیان می‌باشد.

## نگارخانه

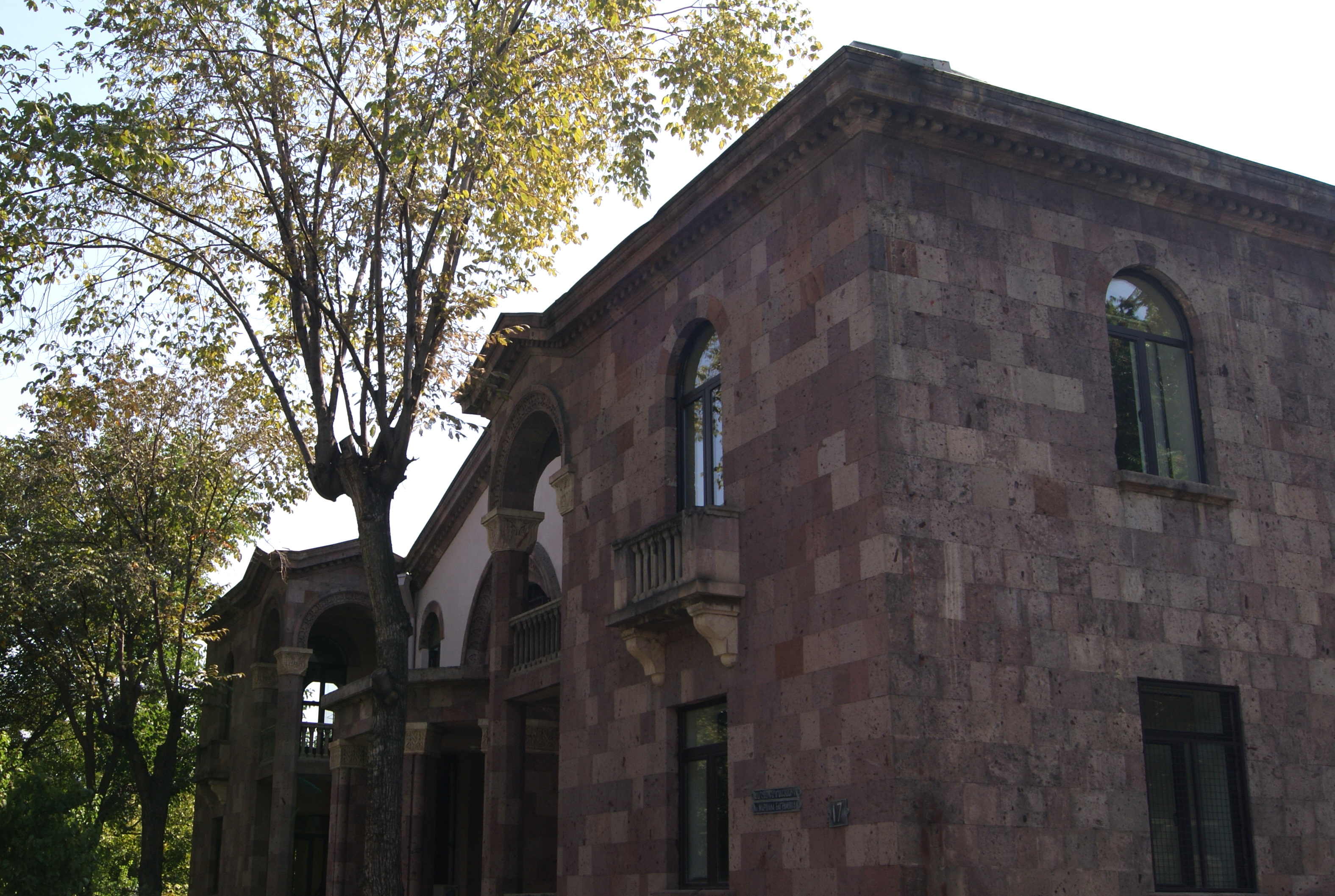